# Vodeane, Krîvîi Rih
Vodeane (în ucraineană Водяне) este un sat în comuna Krasine din raionul Krîvîi Rih, regiunea Dnipropetrovsk, Ucraina.

## Demografie
Componența lingvistică a localității Vodeane
     Ucraineană (100%)
Conform recensământului din 2001, toată populația localității Vodeane era vorbitoare de ucraineană (100%).